# Griceus buskeyi
Griceus buskeyi is een eenoogkreeftjessoort uit de familie van de Arietellidae. De wetenschappelijke naam van de soort is voor het eerst geldig gepubliceerd in 2000 door Ferrari F.D. & Markhaseva.